# Костелло, Мэй
Мэй Костелло (англ. Mae Costello, урождённая Альтшук (англ. Altschuk); 13 августа 1882 — 2 августа 1929) — американская актриса, прабабушка актрисы Дрю Бэрримор.
Родилась в Бруклине в семье немецких иммигрантов из Баварии. Актёрскую карьеру начала в подростковом возрасте с выступлений в различных театральных постановках. В 1902 году она вышла замуж за актёра Мориса Костелло, от которого родила двух дочерей: Хелен Костелло и Долорес Костелло, ставшими как и родители актёрами. В 1911 году актриса дебютировала на большом экране, снявшись в последующие шесть лет в тринадцати фильмах, часто вместе с мужем и дочерьми. В 1927 году Костелло развелась с мужем, а спустя два года скончалась в Лос-Анджелесе от болезни сердца. Похоронена на католическом кладбище Голгофа.